# Растительные сахароснижающие средства
Расти́тельные са́хароснижа́ющие сре́дства — вспомогательные средства, способствующие компенсации углеводного обмена. Способность некоторых растений уменьшать проявления сахарного диабета с давних пор использовалась народной медициной. Механизм сахароснижающего эффекта различных растений многообразен и до конца не изучен (ряд растений содержат инсулиноподобные вещества, аминокислоты, активные левулёзы, другие гипогликемизирующие вещества, в состав которых входит сера). В настоящее время[когда?] всё шире применяют нетрадиционные вспомогательные средства, старейшим из которых являются растительные сахароснижающие средства. Из 300 видов дикорастущих лекарственных растений, произрастающих на территории СНГ, более 100 оказывают сахароснижающее действие.
В 2014 году в высокоавторитетном журнале Diabetes Care был опубликован обзор, по данным которого убедительные доказательства пользы применения растительных препаратов для улучшения гликемического контроля у людей с сахарным диабетом отсутствуют. В обзоре также указывалось, что растительные препараты не стандартизированы, различаются по содержанию активных компонентов и могут взаимодействовать с другими лекарственными средствами, поэтому важно, чтобы пациенты с диабетом сообщали лечащим их врачам о применении растительных препаратов.

## Описание
Растения обогащают организм пациента щелочными валентностями, способствуют увеличению щелочного резерва, повышенной утилизации глюкозы тканями, тем самым, снижая уровень гликемии. Растения богаты витаминами, в том числе группы В, способствующими улучшению метаболических процессов. Некоторые растения замедляют процессы всасывания углеводов из просвета кишечника, оказывают влияние на гликогенобразующую функцию печени. Растительные сахароснижающие средства нетоксичны, не оказывают побочных эффектов и, за редким исключением, не кумулируют. Их можно назначать пациентам любого возраста, независимо от степени тяжести болезни и выраженности ангионейропатий. В виде монотерапии на фоне диеты они применяются только при лёгкой форме сахарного диабета 2-го типа. Всем остальным их рекомендуют в качестве дополнительного средства на фоне инсулинотерапии или приёма таблетированных сульфаниламидных препаратов. Уменьшать дозу химических сахароснижающих средств на фоне приёма растительных можно только под контролем уровня гликемии, глюкозурии (в случае их нормализации) и отсутствия ацетонурии.

## Перечень
Сахароснижающим эффектом обладает группа тонизирующих растительных препаратов — заманиха, женьшень, элеутерококк, золотой корень. Однако, пациентам с артериальной гипертензией эти препараты следует принимать с осторожностью и под контролем АД.
Наиболее употребимые при лечении сахарного диабета растительные средства:
- Черника обыкновенная (отвар листьев и ягод), также применяют землянику лесную и бруснику,
- жидкий экстракт из стручков фасоли,
- настой листьев грецкого ореха,
- отвар измельчённого корня лопуха большого,
- отвар девясила высокого,
- отвар козлятника лекарственного.

Кроме перечисленных растений, сахароснижающим свойством обладают:
- стебли и листья хвоща полевого, крапивы двудомной
- листья одуванчика, барвинок, сушеница болотная, салат-латук, бузина чёрная, омела белая, цикорий, эвкалипт, барбарис, зверобой обыкновенный, голубика, вика посевная, спорыш, Джинура прокумбенс
- ягоды рябины, белой и чёрной шелковицы, ежевика,
- цветки кукурузы, липы,
- корни астрагала, сельдерея, пиона,
- лук, чеснок и другие.

## Рекомендации по применению
Лекарственные травы целесообразно применять в виде специй, экстрактов, отваров или настоев. В зависимости от показаний целесообразно применять лекарственные сборы, в состав которых по показаниям включают растения, обладающие желчегонным, мочегонным, послабляющим, успокаивающим действием.

## Арфазетин
Наиболее известен и распространён официальный растительный сбор, выпускаемый на Украине и используемый в виде отвара — арфазетин, в состав которого входят:
- побеги черники — 0,2 грамма,
- створки фасоли — 0,2 грамма,
- корни заманихи высокой — 0,15 грамм,
- стебли хвоща полевого — 0,1 грамм,
- цветы ромашки аптечной — 0,1 грамм.

## Сочетание с диетотерапией
Основные рекомендации дают в Школе больного сахарным диабетом. В рацион пациентов следует широко включать и дикорастущие растения — топинамбур (земляная груша), одуванчик, крапива двудомная, дикий цикорий, осот жёлтый, горец, медуницу лекарственную — из них готовят салаты с добавлением чеснока, лука, щавеля. Правильное сочетание диеты и сахароснижающих средств позволяет уменьшить их дозу или поддерживать стойкую компенсацию углеводного обмена.